# Wieloletni plan inwestycyjny samorządu terytorialnego
Wieloletni plan inwestycyjny samorządu terytorialnego – jest zbiorem wyselekcjonowanych projektów inwestycyjnych przewidzianych do realizacji przez jednostkę samorządu terytorialnego w okresie objętym planem. Wieloletni plan inwestycyjny, jest istotnym elementem, w całym procesie strategicznym, w którym łączy się pewien proces budżetowy, z procesem planistycznym. Zawiera w sobie całoroczne plany inwestycyjne, a co za tym idzie, również środki finansowe przewidziane na konkretne cele. Wieloletni plan inwestycyjny to zespół zadań, jakie będą wykonywane przez samorząd łącząc przewidziany budżet na ten cel oraz zadania strategiczne. Główna rola tego planu polega na tym, że przedstawia on program przedsięwzięć inwestycyjnych, których wykonanie warunkuje osiąganie perspektywicznych celów rozwoju. Prawidłowo skonstruowany wieloletni plan inwestycyjny przyczynia się do skutecznego, długookresowego i kompleksowego zarządzania daną jednostką samorządu terytorialnego.

## Cele planu
- realizacja ustaleń strategii rozwoju dotyczącej inwestycji
- zmniejszenie wydatkowania środków publicznych[1]

## Etapy tworzenia WPI
- ustalenie potrzeb inwestycyjnych
- stworzenie wykazu przewidzianych zadań inwestycyjnych
- ustalenie kolejności realizacji zadań
- przyjęcie dokumentów przedstawiających wieloletni plan inwestycyjny[1]

### Korzyści
- identyfikacja potrzeb inwestycyjnych
- określenie głównych zadań inwestycyjnych,
- oszacowanie możliwości finansowych ich realizacji,
- przygotowanie efektywnego sposobu finansowania inwestycji,
- tworzenie wiarygodności finansowej jednostki samorządu terytorialnego[1]

Wieloletnie plany finansowe oraz inwestycyjne są narzędziami zarządzania strategicznego, tym samym ich realizacja powinna się przyczyniać do sprawniejszego zarządzania daną jednostką samorządu terytorialnego. Planowanie i przygotowywanie inwestycji jest przede wszystkim instrumentem zarządzania finansowego i to instrumentem ściśle związanym ze wszystkimi sferami funkcjonowania i rozwoju gminy. Planowanie to, pozwala na racjonalne kierowanie znacznymi środkami publicznymi w sposób skoordynowany i zgodny z planami rozwoju. Dzięki temu stwarza warunki dla procesu pozyskiwania środków pozabudżetowych, w szczególności ze środków Unii Europejskiej. Wykonanie planu finansowo-inwestycyjnego posłuży także promocji rozwoju gminy wśród inwestorów prywatnych poprzez wskazanie strefy współpracy pomiędzy inwestorami publicznymi i prywatnymi.

## Proces sporządzania WPI
| Zaangażowani w proces planowania                                          | Zakres obowiązków i podział kompetencji |
| ------------------------------------------------------------------------- | --- |
| Lider – koordynator WPI                                                   | Odpowiedzialny za organizację i jakość prac planistycznych, przedstawia projekt planu wójtowi, burmistrzowi lub prezydentowi oraz radzie gminy – koordynuje i firmuje wszystkie działania |
| Jednostka (osoba, grupa osób) obsługująca proces planowania               | Odpowiedzialna za przygotowanie zasad planowania oraz decyzji i projektów aktów prawnych w ramach prac przygotowawczych, zbieranie, opracowywanie i archiwizowanie wniosków inwestycyjnych, przygotowanie zestawień, edycję wszystkich wariantów projektów oraz dokumentu WPI                     |
| Wnioskodawcy                                                              | Zbieranie danych o potrzebach inwestycyjnych i ich weryfikacja, przygotowanie wniosków inwestycyjnych według obowiązują- cych zasad, przeprowadzenie wewnętrznego rankingu wniosków, wnioskowanie zmian w kolejnych edycjach planu oraz odpowiedzialność za jakość i wiarygodność danych          |
| Zespół oceniający, ewentualnie zaproszeni przedstawiciele różnych gremiów | Odpowiedzialny za weryfikację informacji w zgłoszonych wnioskach, dokonanie oceny zadań wg ustalonych kryteriów, przygotowanie listy zadań wg priorytetów (rankingu zadań) oraz za dobór zadań do WPI z uwzględnieniem niezbędnych analiz finansowych oraz technicznych możliwości realizacyjnych |
| Zespół specjalistów finansowych                                           | Przygotowanie długoterminowych prognoz wolnych środków, opracowanie analiz zdolności finansowej jednostki z uwzględnieniem skutków dotychczasowych i przyszłych zobowiązań zwrotnych jednostki |
| Organy samorządowe (wójt, burmistrz lub prezydent) i rada gminy           | Analiza przedstawionych projektów WPI, zgłaszanie zmian, uchwalanie planu, kontrola funkcjonowania systemu |

Tab. 1. Zestawienie podziału zadań w pracach nad WPI

## Wdrożenie WPI
Inicjatywa wdrożenia systemu wieloletniego planowania inwestycyjnego zazwyczaj leży po stronie władzy wykonawczej jednostki samorządowej, która stara się stworzyć jak najkorzystniejsze warunki dla jej długoletniego i harmonijnego rozwoju. Istotnym elementem procedury WPI jest także możliwość partycypacji społecznej w jego przygotowaniu, która pozwala tworzyć wieloletnie plany inwestycyjne służące wszystkim mieszkańcom, a nie tylko opcji rządzącej.